# Liste des planètes mineures (657001-658000)
Voici la liste des planètes mineures numérotées de 657001 à 658000. Les planètes mineures sont numérotées lorsque leur orbite est confirmée, ce qui peut parfois se produire longtemps après leur découverte. Elles sont classées ici par leur numéro.

## Planètes mineures 657001 à 658000
- (657001) 2016 GF36
- (657002) 2016 GK36
- (657003) 2016 GF38
- (657004) 2016 GJ38
- (657005) 2016 GT38
- (657006) 2016 GW39
- (657007) 2016 GC45
- (657008) 2016 GC47
- (657009) 2016 GP49
- (657010) 2016 GN53
- (657011) 2016 GC54
- (657012) 2016 GP57
- (657013) 2016 GR63
- (657014) 2016 GK64
- (657015) 2016 GC65
- (657016) 2016 GY68
- (657017) 2016 GO69
- (657018) 2016 GB70
- (657019) 2016 GY72
- (657020) 2016 GR74
- (657021) 2016 GB75
- (657022) 2016 GX76
- (657023) 2016 GE84
- (657024) 2016 GK84
- (657025) 2016 GK85
- (657026) 2016 GC95
- (657027) 2016 GR95
- (657028) 2016 GQ96
- (657029) 2016 GA102
- (657030) 2016 GY104
- (657031) 2016 GC105
- (657032) 2016 GF107
- (657033) 2016 GA110
- (657034) 2016 GS110
- (657035) 2016 GA111
- (657036) 2016 GG120
- (657037) 2016 GS122
- (657038) 2016 GH128
- (657039) 2016 GQ128
- (657040) 2016 GS131
- (657041) 2016 GB134
- (657042) 2016 GM138
- (657043) 2016 GW144
- (657044) 2016 GF146
- (657045) 2016 GM148
- (657046) 2016 GE149
- (657047) 2016 GY149
- (657048) 2016 GJ151
- (657049) 2016 GE153
- (657050) 2016 GC154
- (657051) 2016 GH154
- (657052) 2016 GW161
- (657053) 2016 GY163
- (657054) 2016 GF164
- (657055) 2016 GV164
- (657056) 2016 GZ165
- (657057) 2016 GB169
- (657058) 2016 GH169
- (657059) 2016 GS169
- (657060) 2016 GO171
- (657061) 2016 GD177
- (657062) 2016 GO178
- (657063) 2016 GZ179
- (657064) 2016 GP183
- (657065) 2016 GZ185
- (657066) 2016 GZ187
- (657067) 2016 GE191
- (657068) 2016 GT198
- (657069) 2016 GK199
- (657070) 2016 GR199
- (657071) 2016 GL200
- (657072) 2016 GS202
- (657073) 2016 GR207
- (657074) 2016 GL210
- (657075) 2016 GR212
- (657076) 2016 GT212
- (657077) 2016 GH215
- (657078) 2016 GW217
- (657079) 2016 GY217
- (657080) 2016 GA218
- (657081) 2016 GT219
- (657082) 2016 GW219
- (657083) 2016 GF220
- (657084) 2016 GT220
- (657085) 2016 GN223
- (657086) 2016 GU225
- (657087) 2016 GC226
- (657088) 2016 GG229
- (657089) 2016 GJ232
- (657090) 2016 GO234
- (657091) 2016 GK244
- (657092) 2016 GH247
- (657093) 2016 GS247
- (657094) 2016 GW249
- (657095) 2016 GZ250
- (657096) 2016 GO251
- (657097) 2016 GK253
- (657098) 2016 GV254
- (657099) 2016 GJ256
- (657100) 2016 GN256
- (657101) 2016 GD258
- (657102) 2016 GJ258
- (657103) 2016 GO258
- (657104) 2016 GQ258
- (657105) 2016 GS260
- (657106) 2016 GV260
- (657107) 2016 GW260
- (657108) 2016 GC262
- (657109) 2016 GE265
- (657110) 2016 GO267
- (657111) 2016 GK268
- (657112) 2016 GP268
- (657113) 2016 GS268
- (657114) 2016 GN278
- (657115) 2016 GO278
- (657116) 2016 GP278
- (657117) 2016 GT278
- (657118) 2016 GR279
- (657119) 2016 GQ285
- (657120) 2016 GH288
- (657121) 2016 GW290
- (657122) 2016 GZ290
- (657123) 2016 GB292
- (657124) 2016 GF298
- (657125) 2016 GW302
- (657126) 2016 GB319
- (657127) 2016 GS319
- (657128) 2016 GH323
- (657129) 2016 GB325
- (657130) 2016 GN341
- (657131) 2016 HW1
- (657132) 2016 HW2
- (657133) 2016 HD4
- (657134) 2016 HB6
- (657135) 2016 HW7
- (657136) 2016 HE8
- (657137) 2016 HM12
- (657138) 2016 HQ12
- (657139) 2016 HC17
- (657140) 2016 HQ18
- (657141) 2016 HA19
- (657142) 2016 HN23
- (657143) 2016 HA24
- (657144) 2016 HE25
- (657145) 2016 HS28
- (657146) 2016 HU32
- (657147) 2016 HO37
- (657148) 2016 JV3
- (657149) 2016 JF7
- (657150) 2016 JM8
- (657151) 2016 JX13
- (657152) 2016 JX18
- (657153) 2016 JP25
- (657154) 2016 JX25
- (657155) 2016 JB26
- (657156) 2016 JS26
- (657157) 2016 JB31
- (657158) 2016 JV31
- (657159) 2016 JO36
- (657160) 2016 JT41
- (657161) 2016 JH45
- (657162) 2016 JG47
- (657163) 2016 JR53
- (657164) 2016 JG55
- (657165) 2016 JN65
- (657166) 2016 JW70
- (657167) 2016 JF73
- (657168) 2016 KD2
- (657169) 2016 KH4
- (657170) 2016 KJ5
- (657171) 2016 KL8
- (657172) 2016 KD13
- (657173) 2016 KR14
- (657174) 2016 LH2
- (657175) 2016 LT6
- (657176) 2016 LU6
- (657177) 2016 LQ7
- (657178) 2016 LR12
- (657179) 2016 LH16
- (657180) 2016 LM17
- (657181) 2016 LM19
- (657182) 2016 LL21
- (657183) 2016 LQ21
- (657184) 2016 LZ21
- (657185) 2016 LO23
- (657186) 2016 LV23
- (657187) 2016 LW24
- (657188) 2016 LS31
- (657189) 2016 LU33
- (657190) 2016 LJ36
- (657191) 2016 LA39
- (657192) 2016 LL44
- (657193) 2016 LO50
- (657194) 2016 LZ55
- (657195) 2016 LQ57
- (657196) 2016 LY57
- (657197) 2016 LN60
- (657198) 2016 LO62
- (657199) 2016 LJ67
- (657200) 2016 LP68
- (657201) 2016 LY68
- (657202) 2016 LM77
- (657203) 2016 LQ80
- (657204) 2016 LM85
- (657205) 2016 LK86
- (657206) 2016 LC97
- (657207) 2016 LF98
- (657208) 2016 LL100
- (657209) 2016 LP103
- (657210) 2016 MQ2
- (657211) 2016 MG4
- (657212) 2016 MN4
- (657213) 2016 MK5
- (657214) 2016 NZ1
- (657215) 2016 ND4
- (657216) 2016 NJ4
- (657217) 2016 NX5
- (657218) 2016 NC7
- (657219) 2016 NH8
- (657220) 2016 NR8
- (657221) 2016 NX10
- (657222) 2016 NR12
- (657223) 2016 NM21
- (657224) 2016 NJ26
- (657225) 2016 NF27
- (657226) 2016 NL35
- (657227) 2016 NX35
- (657228) 2016 NG36
- (657229) 2016 NK36
- (657230) 2016 NL36
- (657231) 2016 NN40
- (657232) 2016 NH42
- (657233) 2016 NY44
- (657234) 2016 NS46
- (657235) 2016 NY46
- (657236) 2016 NK49
- (657237) 2016 NB50
- (657238) 2016 ND50
- (657239) 2016 NW52
- (657240) 2016 NR64
- (657241) 2016 NP66
- (657242) 2016 NV66
- (657243) 2016 NF67
- (657244) 2016 NH68
- (657245) 2016 NU68
- (657246) 2016 NG69
- (657247) 2016 NR69
- (657248) 2016 NG70
- (657249) 2016 NV70
- (657250) 2016 NB72
- (657251) 2016 NZ73
- (657252) 2016 NA74
- (657253) 2016 NM74
- (657254) 2016 NB77
- (657255) 2016 NC78
- (657256) 2016 NG78
- (657257) 2016 NM81
- (657258) 2016 ND82
- (657259) 2016 NN82
- (657260) 2016 NX82
- (657261) 2016 NQ85
- (657262) 2016 NJ86
- (657263) 2016 NU87
- (657264) 2016 NE89
- (657265) 2016 NE90
- (657266) 2016 NA91
- (657267) 2016 NC91
- (657268) 2016 NF107
- (657269) 2016 NK107
- (657270) 2016 NL107
- (657271) 2016 NU108
- (657272) 2016 NC111
- (657273) 2016 NZ113
- (657274) 2016 NE120
- (657275) 2016 NF120
- (657276) 2016 NZ132
- (657277) 2016 NQ134
- (657278) 2016 NL142
- (657279) 2016 NT142
- (657280) 2016 NR146
- (657281) 2016 NP147
- (657282) 2016 NG157
- (657283) 2016 NV157
- (657284) 2016 NB165
- (657285) 2016 NC172
- (657286) 2016 NK175
- (657287) 2016 NE176
- (657288) 2016 OK
- (657289) 2016 OR3
- (657290) 2016 OZ3
- (657291) 2016 ON6
- (657292) 2016 OV10
- (657293) 2016 OA11
- (657294) 2016 OB11
- (657295) 2016 OD11
- (657296) 2016 OX12
- (657297) 2016 OR14
- (657298) 2016 PQ2
- (657299) 2016 PG4
- (657300) 2016 PW4
- (657301) 2016 PU5
- (657302) 2016 PH7
- (657303) 2016 PL9
- (657304) 2016 PD12
- (657305) 2016 PR13
- (657306) 2016 PU22
- (657307) 2016 PY23
- (657308) 2016 PV25
- (657309) 2016 PW28
- (657310) 2016 PC31
- (657311) 2016 PQ31
- (657312) 2016 PE32
- (657313) 2016 PU35
- (657314) 2016 PE36
- (657315) 2016 PW40
- (657316) 2016 PD41
- (657317) 2016 PY43
- (657318) 2016 PE44
- (657319) 2016 PN44
- (657320) 2016 PX44
- (657321) 2016 PA47
- (657322) 2016 PG49
- (657323) 2016 PP53
- (657324) 2016 PH55
- (657325) 2016 PQ58
- (657326) 2016 PM59
- (657327) 2016 PZ59
- (657328) 2016 PG61
- (657329) 2016 PO62
- (657330) 2016 PF64
- (657331) 2016 PO65
- (657332) 2016 PZ65
- (657333) 2016 PK67
- (657334) 2016 PB68
- (657335) 2016 PJ68
- (657336) 2016 PT72
- (657337) 2016 PM74
- (657338) 2016 PW74
- (657339) 2016 PU75
- (657340) 2016 PC76
- (657341) 2016 PZ77
- (657342) 2016 PG82
- (657343) 2016 PZ82
- (657344) 2016 PJ83
- (657345) 2016 PT84
- (657346) 2016 PZ85
- (657347) 2016 PX89
- (657348) 2016 PH92
- (657349) 2016 PY94
- (657350) 2016 PA95
- (657351) 2016 PE95
- (657352) 2016 PN95
- (657353) 2016 PP95
- (657354) 2016 PW95
- (657355) 2016 PD96
- (657356) 2016 PG96
- (657357) 2016 PN96
- (657358) 2016 PP96
- (657359) 2016 PW98
- (657360) 2016 PQ99
- (657361) 2016 PH100
- (657362) 2016 PZ101
- (657363) 2016 PE105
- (657364) 2016 PA106
- (657365) 2016 PK106
- (657366) 2016 PG108
- (657367) 2016 PQ108
- (657368) 2016 PP116
- (657369) 2016 PN118
- (657370) 2016 PY124
- (657371) 2016 PK127
- (657372) 2016 PA128
- (657373) 2016 PB128
- (657374) 2016 PO133
- (657375) 2016 PO138
- (657376) 2016 PJ151
- (657377) 2016 PQ152
- (657378) 2016 PT152
- (657379) 2016 PZ152
- (657380) 2016 PC153
- (657381) 2016 PD153
- (657382) 2016 PU153
- (657383) 2016 PW153
- (657384) 2016 PY153
- (657385) 2016 PQ154
- (657386) 2016 PS154
- (657387) 2016 PW154
- (657388) 2016 PU155
- (657389) 2016 PA156
- (657390) 2016 PB157
- (657391) 2016 PQ157
- (657392) 2016 PZ158
- (657393) 2016 PC159
- (657394) 2016 PW160
- (657395) 2016 PZ160
- (657396) 2016 PF161
- (657397) 2016 PY164
- (657398) 2016 PX165
- (657399) 2016 PK166
- (657400) 2016 PT174
- (657401) 2016 PB176
- (657402) 2016 PD176
- (657403) 2016 PH185
- (657404) 2016 PQ189
- (657405) 2016 PF190
- (657406) 2016 PJ207
- (657407) 2016 PW208
- (657408) 2016 PN211
- (657409) 2016 PN212
- (657410) 2016 PQ255
- (657411) 2016 PR255
- (657412) 2016 PC259
- (657413) 2016 PE259
- (657414) 2016 PN263
- (657415) 2016 PW264
- (657416) 2016 PF270
- (657417) 2016 PO288
- (657418) 2016 QQ
- (657419) 2016 QQ1
- (657420) 2016 QO4
- (657421) 2016 QQ4
- (657422) 2016 QP6
- (657423) 2016 QD12
- (657424) 2016 QN13
- (657425) 2016 QF14
- (657426) 2016 QV16
- (657427) 2016 QV17
- (657428) 2016 QZ18
- (657429) 2016 QB19
- (657430) 2016 QQ25
- (657431) 2016 QX25
- (657432) 2016 QE26
- (657433) 2016 QC27
- (657434) 2016 QW31
- (657435) 2016 QN32
- (657436) 2016 QM34
- (657437) 2016 QS40
- (657438) 2016 QY40
- (657439) 2016 QB41
- (657440) 2016 QJ41
- (657441) 2016 QT41
- (657442) 2016 QV41
- (657443) 2016 QU42
- (657444) 2016 QP43
- (657445) 2016 QL47
- (657446) 2016 QX47
- (657447) 2016 QC48
- (657448) 2016 QP52
- (657449) 2016 QU53
- (657450) 2016 QN54
- (657451) 2016 QZ56
- (657452) 2016 QF58
- (657453) 2016 QT59
- (657454) 2016 QV59
- (657455) 2016 QC60
- (657456) 2016 QX60
- (657457) 2016 QX65
- (657458) 2016 QZ66
- (657459) 2016 QA68
- (657460) 2016 QE68
- (657461) 2016 QE71
- (657462) 2016 QC72
- (657463) 2016 QX73
- (657464) 2016 QV76
- (657465) 2016 QJ78
- (657466) 2016 QR78
- (657467) 2016 QV78
- (657468) 2016 QJ79
- (657469) 2016 QY80
- (657470) 2016 QA81
- (657471) 2016 QA82
- (657472) 2016 QE82
- (657473) 2016 QC92
- (657474) 2016 QF92
- (657475) 2016 QL92
- (657476) 2016 QS92
- (657477) 2016 QT94
- (657478) 2016 QF96
- (657479) 2016 QY103
- (657480) 2016 QJ104
- (657481) 2016 QR105
- (657482) 2016 QN106
- (657483) 2016 QT106
- (657484) 2016 QP113
- (657485) 2016 QQ113
- (657486) 2016 QL125
- (657487) 2016 QC127
- (657488) 2016 QN127
- (657489) 2016 QG128
- (657490) 2016 QT129
- (657491) 2016 QK130
- (657492) 2016 QN130
- (657493) 2016 QQ131
- (657494) 2016 QS131
- (657495) 2016 QP132
- (657496) 2016 QE133
- (657497) 2016 QH141
- (657498) 2016 QA142
- (657499) 2016 QF149
- (657500) 2016 QK149
- (657501) 2016 RN4
- (657502) 2016 RC5
- (657503) 2016 RH5
- (657504) 2016 RJ5
- (657505) 2016 RT5
- (657506) 2016 RZ5
- (657507) 2016 RX7
- (657508) 2016 RC11
- (657509) 2016 RR11
- (657510) 2016 RJ12
- (657511) 2016 RX13
- (657512) 2016 RM14
- (657513) 2016 RV15
- (657514) 2016 RV16
- (657515) 2016 RP23
- (657516) 2016 RA24
- (657517) 2016 RG26
- (657518) 2016 RO32
- (657519) 2016 RC35
- (657520) 2016 RB36
- (657521) 2016 RC37
- (657522) 2016 RK37
- (657523) 2016 RX37
- (657524) 2016 RB39
- (657525) 2016 RX39
- (657526) 2016 RY39
- (657527) 2016 RT41
- (657528) 2016 RM43
- (657529) 2016 RJ44
- (657530) 2016 RW46
- (657531) 2016 RC47
- (657532) 2016 RE50
- (657533) 2016 RT54
- (657534) 2016 RZ57
- (657535) 2016 RF60
- (657536) 2016 RS60
- (657537) 2016 RS66
- (657538) 2016 RQ70
- (657539) 2016 RQ76
- (657540) 2016 RV80
- (657541) 2016 RN81
- (657542) 2016 RE83
- (657543) 2016 RO87
- (657544) 2016 RF88
- (657545) 2016 SJ4
- (657546) 2016 SA5
- (657547) 2016 SS5
- (657548) 2016 SP8
- (657549) 2016 SV8
- (657550) 2016 SA12
- (657551) 2016 SN12
- (657552) 2016 SE13
- (657553) 2016 SR13
- (657554) 2016 SO15
- (657555) 2016 SB16
- (657556) 2016 SC18
- (657557) 2016 SD18
- (657558) 2016 SY18
- (657559) 2016 SZ19
- (657560) 2016 SB21
- (657561) 2016 ST21
- (657562) 2016 SL23
- (657563) 2016 SF24
- (657564) 2016 SV24
- (657565) 2016 SM27
- (657566) 2016 SP27
- (657567) 2016 SO28
- (657568) 2016 SJ30
- (657569) 2016 SZ30
- (657570) 2016 SD33
- (657571) 2016 SK33
- (657572) 2016 SV33
- (657573) 2016 SB37
- (657574) 2016 SV37
- (657575) 2016 SN38
- (657576) 2016 SP38
- (657577) 2016 SZ38
- (657578) 2016 SU41
- (657579) 2016 SW43
- (657580) 2016 SN44
- (657581) 2016 SW44
- (657582) 2016 SY44
- (657583) 2016 SE45
- (657584) 2016 SW45
- (657585) 2016 SG46
- (657586) 2016 SZ49
- (657587) 2016 SU53
- (657588) 2016 SJ54
- (657589) 2016 SD59
- (657590) 2016 SS68
- (657591) 2016 SL74
- (657592) 2016 SR74
- (657593) 2016 SU74
- (657594) 2016 SH76
- (657595) 2016 SO76
- (657596) 2016 SV80
- (657597) 2016 SX81
- (657598) 2016 SM87
- (657599) 2016 SW93
- (657600) 2016 SC94
- (657601) 2016 SO95
- (657602) 2016 SO100
- (657603) 2016 SN119
- (657604) 2016 TU3
- (657605) 2016 TN6
- (657606) 2016 TC13
- (657607) 2016 TO15
- (657608) 2016 TH21
- (657609) 2016 TT23
- (657610) 2016 TY23
- (657611) 2016 TN29
- (657612) 2016 TJ30
- (657613) 2016 TV31
- (657614) 2016 TQ32
- (657615) 2016 TQ35
- (657616) 2016 TB40
- (657617) 2016 TC40
- (657618) 2016 TP40
- (657619) 2016 TR41
- (657620) 2016 TY41
- (657621) 2016 TB47
- (657622) 2016 TX47
- (657623) 2016 TZ47
- (657624) 2016 TU49
- (657625) 2016 TR59
- (657626) 2016 TT62
- (657627) 2016 TV63
- (657628) 2016 TM67
- (657629) 2016 TZ70
- (657630) 2016 TL71
- (657631) 2016 TD72
- (657632) 2016 TB76
- (657633) 2016 TG76
- (657634) 2016 TZ77
- (657635) 2016 TS79
- (657636) 2016 TG84
- (657637) 2016 TE86
- (657638) 2016 TJ86
- (657639) 2016 TG93
- (657640) 2016 TU100
- (657641) 2016 TR102
- (657642) 2016 TX106
- (657643) 2016 TH132
- (657644) 2016 TH134
- (657645) 2016 TT134
- (657646) 2016 TG151
- (657647) 2016 TV152
- (657648) 2016 TB162
- (657649) 2016 TT163
- (657650) 2016 TW169
- (657651) 2016 TQ178
- (657652) 2016 TQ189
- (657653) 2016 TN195
- (657654) 2016 TZ199
- (657655) 2016 UB
- (657656) 2016 UX
- (657657) 2016 UQ1
- (657658) 2016 UM2
- (657659) 2016 UF4
- (657660) 2016 UK6
- (657661) 2016 UR8
- (657662) 2016 UT8
- (657663) 2016 UQ10
- (657664) 2016 UG14
- (657665) 2016 UR14
- (657666) 2016 UD15
- (657667) 2016 UW15
- (657668) 2016 UB16
- (657669) 2016 UW16
- (657670) 2016 UU18
- (657671) 2016 UZ19
- (657672) 2016 UT20
- (657673) 2016 UN21
- (657674) 2016 UC22
- (657675) 2016 US23
- (657676) 2016 UP25
- (657677) 2016 UY26
- (657678) 2016 UO27
- (657679) 2016 UQ31
- (657680) 2016 US32
- (657681) 2016 UK40
- (657682) 2016 UJ42
- (657683) 2016 UX42
- (657684) 2016 UT43
- (657685) 2016 UL44
- (657686) 2016 UM44
- (657687) 2016 UX44
- (657688) 2016 UL49
- (657689) 2016 US57
- (657690) 2016 UP58
- (657691) 2016 UF60
- (657692) 2016 UT67
- (657693) 2016 UM68
- (657694) 2016 UR70
- (657695) 2016 UC74
- (657696) 2016 UH75
- (657697) 2016 UO75
- (657698) 2016 UW76
- (657699) 2016 UM77
- (657700) 2016 UW77
- (657701) 2016 UN79
- (657702) 2016 UM84
- (657703) 2016 UC87
- (657704) 2016 UC90
- (657705) 2016 UN94
- (657706) 2016 UM96
- (657707) 2016 UN99
- (657708) 2016 UL100
- (657709) 2016 UK103
- (657710) 2016 UK104
- (657711) 2016 UC105
- (657712) 2016 UJ105
- (657713) 2016 UY105
- (657714) 2016 UM106
- (657715) 2016 UW108
- (657716) 2016 UZ110
- (657717) 2016 UX112
- (657718) 2016 UA116
- (657719) 2016 UL117
- (657720) 2016 UF120
- (657721) 2016 UJ122
- (657722) 2016 UQ123
- (657723) 2016 UT131
- (657724) 2016 UB133
- (657725) 2016 UM144
- (657726) 2016 UP144
- (657727) 2016 UL147
- (657728) 2016 UB148
- (657729) 2016 UA149
- (657730) 2016 UF172
- (657731) 2016 UN175
- (657732) 2016 UB204
- (657733) 2016 UW204
- (657734) 2016 UJ265
- (657735) 2016 UL265
- (657736) 2016 UO269
- (657737) 2016 UF270
- (657738) 2016 UH270
- (657739) 2016 UT270
- (657740) 2016 VD10
- (657741) 2016 VM14
- (657742) 2016 VH15
- (657743) 2016 VW17
- (657744) 2016 VX20
- (657745) 2016 VQ29
- (657746) 2016 VO34
- (657747) 2016 VD35
- (657748) 2016 VX35
- (657749) 2016 VF43
- (657750) 2016 VF51
- (657751) 2016 VG51
- (657752) 2016 WZ
- (657753) 2016 WX6
- (657754) 2016 WR13
- (657755) 2016 WM16
- (657756) 2016 WP16
- (657757) 2016 WV16
- (657758) 2016 WM18
- (657759) 2016 WX24
- (657760) 2016 WQ25
- (657761) 2016 WJ29
- (657762) 2016 WR33
- (657763) 2016 WO38
- (657764) 2016 WQ38
- (657765) 2016 WY38
- (657766) 2016 WZ41
- (657767) 2016 WD46
- (657768) 2016 WX49
- (657769) 2016 WJ53
- (657770) 2016 WC55
- (657771) 2016 WM57
- (657772) 2016 WX58
- (657773) 2016 WO60
- (657774) 2016 WQ60
- (657775) 2016 WG63
- (657776) 2016 WB74
- (657777) 2016 XM4
- (657778) 2016 XP4
- (657779) 2016 XK5
- (657780) 2016 XN9
- (657781) 2016 XG10
- (657782) 2016 XJ11
- (657783) 2016 XN14
- (657784) 2016 XD15
- (657785) 2016 XC19
- (657786) 2016 XM21
- (657787) 2016 XS25
- (657788) 2016 XQ32
- (657789) 2016 XY38
- (657790) 2016 YS1
- (657791) 2016 YL2
- (657792) 2016 YN11
- (657793) 2016 YH12
- (657794) 2016 YV12
- (657795) 2016 YG13
- (657796) 2016 YW13
- (657797) 2016 YW17
- (657798) 2016 YY19
- (657799) 2016 YR31
- (657800) 2017 AC7
- (657801) 2017 AB8
- (657802) 2017 AL14
- (657803) 2017 AH17
- (657804) 2017 AF19
- (657805) 2017 AH19
- (657806) 2017 AG20
- (657807) 2017 AO21
- (657808) 2017 AV24
- (657809) 2017 AT26
- (657810) 2017 AV30
- (657811) 2017 AW32
- (657812) 2017 AS33
- (657813) 2017 AY40
- (657814) 2017 AD42
- (657815) 2017 AR43
- (657816) 2017 AV44
- (657817) 2017 BQ1
- (657818) 2017 BV1
- (657819) 2017 BW1
- (657820) 2017 BD4
- (657821) 2017 BH5
- (657822) 2017 BZ7
- (657823) 2017 BK8
- (657824) 2017 BH9
- (657825) 2017 BG10
- (657826) 2017 BR12
- (657827) 2017 BG14
- (657828) 2017 BJ15
- (657829) 2017 BL15
- (657830) 2017 BO17
- (657831) 2017 BD18
- (657832) 2017 BF18
- (657833) 2017 BK18
- (657834) 2017 BT18
- (657835) 2017 BB22
- (657836) 2017 BM23
- (657837) 2017 BE24
- (657838) 2017 BE25
- (657839) 2017 BG25
- (657840) 2017 BF28
- (657841) 2017 BB29
- (657842) 2017 BH31
- (657843) 2017 BQ38
- (657844) 2017 BF39
- (657845) 2017 BR41
- (657846) 2017 BF44
- (657847) 2017 BH44
- (657848) 2017 BP51
- (657849) 2017 BO59
- (657850) 2017 BA60
- (657851) 2017 BL62
- (657852) 2017 BV67
- (657853) 2017 BY70
- (657854) 2017 BP72
- (657855) 2017 BO79
- (657856) 2017 BX79
- (657857) 2017 BN81
- (657858) 2017 BJ85
- (657859) 2017 BG88
- (657860) 2017 BM91
- (657861) 2017 BZ94
- (657862) 2017 BR95
- (657863) 2017 BT95
- (657864) 2017 BJ96
- (657865) 2017 BR99
- (657866) 2017 BC102
- (657867) 2017 BV110
- (657868) 2017 BW110
- (657869) 2017 BC118
- (657870) 2017 BH121
- (657871) 2017 BZ123
- (657872) 2017 BW125
- (657873) 2017 BE126
- (657874) 2017 BW129
- (657875) 2017 BQ133
- (657876) 2017 BE134
- (657877) 2017 BM136
- (657878) 2017 BZ136
- (657879) 2017 BY137
- (657880) 2017 BQ147
- (657881) 2017 BJ155
- (657882) 2017 BM155
- (657883) 2017 BU155
- (657884) 2017 BD159
- (657885) 2017 BU160
- (657886) 2017 BB167
- (657887) 2017 BP167
- (657888) 2017 BY174
- (657889) 2017 BN178
- (657890) 2017 BL181
- (657891) 2017 BN181
- (657892) 2017 CR2
- (657893) 2017 CU6
- (657894) 2017 CD7
- (657895) 2017 CH7
- (657896) 2017 CC9
- (657897) 2017 CQ9
- (657898) 2017 CA11
- (657899) 2017 CG18
- (657900) 2017 CC19
- (657901) 2017 CV21
- (657902) 2017 CX23
- (657903) 2017 CB24
- (657904) 2017 CY26
- (657905) 2017 CQ27
- (657906) 2017 CT28
- (657907) 2017 CQ33
- (657908) 2017 CM34
- (657909) 2017 CQ34
- (657910) 2017 CT39
- (657911) 2017 DU
- (657912) 2017 DY
- (657913) 2017 DK4
- (657914) 2017 DP4
- (657915) 2017 DF6
- (657916) 2017 DB7
- (657917) 2017 DW9
- (657918) 2017 DB10
- (657919) 2017 DJ11
- (657920) 2017 DQ11
- (657921) 2017 DR12
- (657922) 2017 DO16
- (657923) 2017 DY16
- (657924) 2017 DR17
- (657925) 2017 DS17
- (657926) 2017 DD18
- (657927) 2017 DK18
- (657928) 2017 DV19
- (657929) 2017 DP21
- (657930) 2017 DE26
- (657931) 2017 DD31
- (657932) Cuichenzhou
- (657933) 2017 DD33
- (657934) 2017 DF33
- (657935) 2017 DL36
- (657936) 2017 DZ36
- (657937) 2017 DP38
- (657938) 2017 DH39
- (657939) 2017 DF44
- (657940) 2017 DT45
- (657941) 2017 DH52
- (657942) 2017 DQ52
- (657943) 2017 DM57
- (657944) 2017 DU58
- (657945) 2017 DO60
- (657946) 2017 DQ60
- (657947) 2017 DZ63
- (657948) 2017 DP64
- (657949) 2017 DH67
- (657950) 2017 DJ68
- (657951) 2017 DF69
- (657952) 2017 DJ77
- (657953) 2017 DN77
- (657954) 2017 DT78
- (657955) 2017 DV78
- (657956) 2017 DG80
- (657957) 2017 DK80
- (657958) 2017 DT81
- (657959) 2017 DU82
- (657960) 2017 DR83
- (657961) 2017 DT83
- (657962) 2017 DX83
- (657963) 2017 DE84
- (657964) 2017 DA87
- (657965) 2017 DH87
- (657966) 2017 DA88
- (657967) 2017 DD88
- (657968) 2017 DF88
- (657969) 2017 DX88
- (657970) 2017 DP89
- (657971) 2017 DU89
- (657972) 2017 DY90
- (657973) 2017 DQ91
- (657974) 2017 DG94
- (657975) 2017 DL96
- (657976) 2017 DX96
- (657977) 2017 DW98
- (657978) 2017 DP102
- (657979) 2017 DP104
- (657980) 2017 DT108
- (657981) 2017 DM110
- (657982) 2017 DC113
- (657983) 2017 DM113
- (657984) 2017 DO114
- (657985) 2017 DS115
- (657986) 2017 DP117
- (657987) 2017 DZ117
- (657988) 2017 DR119
- (657989) 2017 DO130
- (657990) 2017 DK132
- (657991) 2017 EA2
- (657992) 2017 EA4
- (657993) 2017 EZ5
- (657994) 2017 EN6
- (657995) 2017 EC9
- (657996) 2017 EB10
- (657997) 2017 EY13
- (657998) 2017 EA19
- (657999) 2017 EG20
- (658000) 2017 EB22